# Ibrahim Kadriu
Ibrahim Kadriu (ur. 8 stycznia 1945 w Zhegërze) – jugosłowiański i kosowski pisarz. Część jego utworów zostało przetłumaczonych na języki francuski, niemiecki, arabski, rumuński, turecki, włoski, angielski, słoweński i serbsko-chorwacki.

## Życiorys
W 1959 roku ukończył szkołę podstawową w rodzinnej wsi, a w 1964 roku szkołę średnią w Gnjilanem, następnie ukończył studia w Prisztinie. Rozpoczął w 1968 roku pracę dziennikarza w dzienniku Rilindja, którego w 1999 roku został redaktorem, a następnie dołączył do redakcji czasopisma Zëri.

## Utwory[1]

### Poezje
- Netët e Karadakut (1969)
- Diçka po ndodh (1972)
- Hapësirë (1977)
- Troku (1980)
- Pastaj harrohet (1989)
- Na ramas timp pentru sarbatori (2005)

### Powieści i opowiadania
- Kalorësi i Karadakut
- Pjella e dreqit
- Qyteti i luleve (1970)
- E lumi rridhte (1973)
- Pas kthhimit (1975)
- Shpëtimtarët (1978)
- Kohë e të korrave (1979)
- Tregime (1980)
- Kroi i ilaçit (1982)
- Ethet e një dimri (1983)
- Koprena vremena (1984)
- Fjalori i mbrapsht (1986)
- Zogjtë fluturojnë vë (1986)
- Dhurata letrare (1987)
- Epoka në figura (1987)
- Lekovit izvor (1987)
- Nëna (1988)
- Më shumë se lojë (1990)
- Qerrja e dritës (1990)
- Loja e fundit (1993)
- 555 arsye për të qeshur (1995; utwór wydany pod pseudonimem I. Karadaku)
- Përrallorja (1996)
- 444 arsye për të qeshur (1997; utwór wydany pod pseudonimem I. Karadaku)
- Vite me plagë (1998)
- Spirale muzgu (2002)
- Shqiptarja e gjithë botës (2003)
- Qerrja e dritës (2004)
- Shtëpia e fantazmave (2004)
- Dreni dhe Drenusha”

### Wiersze
- Pranvera shikon nga bregu (1972)
- Armend (1974)
- Qeni me tenxhere (2005)

## Nagrody
Za swoją twórczość literacką otrzymał liczne nagrody, m.in. nagrodę im. Shtjefëna Gjeçova oraz Nagrodę Listopadową za scenariusz do serialu telewizyjnego Fidan, zrealizowanego na podstawie powieści pod tytułem Pas kthhimit; utwór ten był także emitowany w latach 80. XX wieku jako słuchowisko radiowe przez Radio Tirana. Otrzymał także nagrodę od Stowarzyszenia Pisarzy Kosowa za utwór Kalorësi i Karadakut. Jego utwór pod tytułem Qerrja e dëlëtes został wpisany na listę oficjalnych lektur szkolnych w Albanii.
W lutym 2013 został laureatem nagrody im. Azema Shkreliego za utwór Pjella e dreqit.